# Heinrich Wilhelm Fischer
Johann Carl Heinrich Wilhelm Fischer (* 13. Januar 1806 in Boffzen; † 31. Dezember 1876 in Holzhausen) war ein deutscher Gastwirt und Politiker.

## Leben
Fischer war der Sohn des Kapseldrehers auf der Porzellanfabrik Fürstenberg Ernst Friedrich Christian Fischer und dessen Ehefrau Sophie Dorothea Eleonore geborene Jürgens. Er heiratete am 7. Januar 1840 in Holzhausen in erster Ehe Friederike Juliane Grabbe (1813–1863). Am 7. Januar 1864 heiratete er in zweiter Ehe in Holzhausen Marie Dorothea Hölscher aus Oesdorf (1826–1910). Fischer war Gastwirt und Bürgermeister in Holzhausen. 1859 gehörte er dem Spezial-Landtag für das Fürstentum Pyrmont an. 1867 bis 1868 und erneut 1874 bis 1876 gehörte er dem Landtag des Fürstentums Waldeck-Pyrmont für den Wahlkreis Pyrmont an.